# Coco Gómez
Jorge Gómez Gutiérrez (Ciudad de México; 8 de agosto de 1946-Cuernavaca; 2 de marzo de 2021), más conocido como Coco Gómez, fue un futbolista y entrenador mexicano que jugaba como delantero.

## Trayectoria
Inició su carrera en las categorías inferiores del América de su ciudad natal, donde recibió su primer contrato profesional y con quien debutó en la Primera División en la temporada 1964-65 ante el rival de la ciudad, el Atlante (0-1). Luego del Torneo México 70, pasó al Puebla, estando contratado hasta 1975 y después al Jalisco, retirándose en 1979.

## Clubes

### Como jugador
| Club           | País   | Año       |
| -------------- | ------ | --------- |
| Club América   | México | 1964-1970 |
| Puebla F.C.    | México | 1970-1975 |
| C.S.D. Jalisco | México | 1975-1979 |

### Como entrenador
| Club                | País   | Año       |
| ------------------- | ------ | --------- |
| Cobras de Querétaro | México | 1985-1986 |
| Toros Neza          | México | 1992-1994 |
| Irapuato            | México | 1994-1995 |
| Marte               | México | 1996-1997 |

## Palmarés

### Como jugador
| Título           | Equipo  | País   | Año     |
| ---------------- | ------- | ------ | ------- |
| Copa México      | América | México | 1964-65 |
| Primera División | América | México | 1965-66 |

### Como entrenador
| Título           | Equipo              | País   | Año     |
| ---------------- | ------------------- | ------ | ------- |
| Segunda División | Cobras de Querétaro | México | 1985-86 |
| Segunda División | Toros Neza          | México | 1992-93 |